# 圣奥古斯坦
圣奥古斯坦（法語：Saint-Augustin，法語發音：[sɛ̃.t‿oɡystɛ̃] ⓘ）是法国塞纳-马恩省的一个市镇，属于莫城区。

## 地理
圣奥古斯坦（48°47'5"N, 3°1'46"E）面积10.37 平方千米，位于法国法蘭西島大區塞纳-马恩省，该省份为法国北部内陆省份，北起瓦兹省，西接埃松省、马恩河谷省、塞纳-圣但尼省和瓦兹河谷省，南至卢瓦雷省，东南接约讷省，东临马恩省和奥布省，东北接埃纳省。
与圣奥古斯坦接壤的市镇（或旧市镇、城区）包括：法尔穆捷、莫佩尔蒂、穆鲁、波默斯、博泰伊-桑。

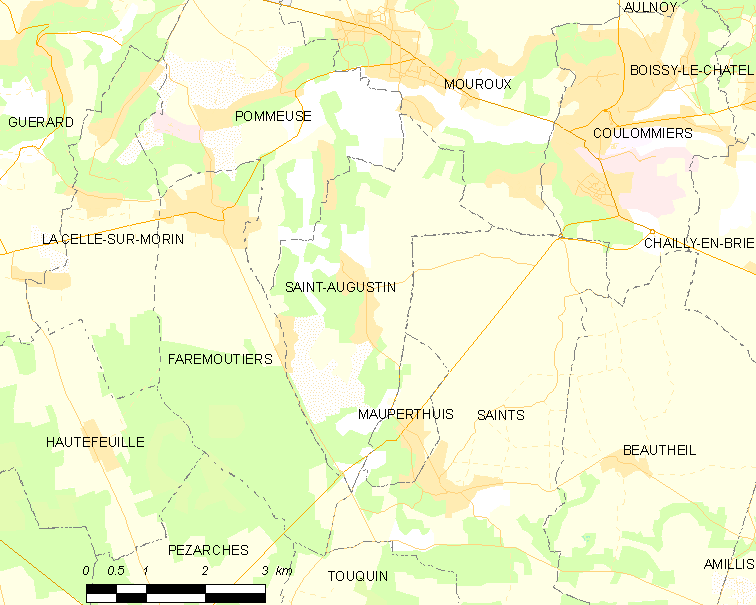
圣奥古斯坦的OSM定位图

圣奥古斯坦的时区为UTC+01:00、UTC+02:00（夏令时）。

## 行政
圣奥古斯坦的邮政编码为77515，INSEE市镇编码为77400。

## 政治
圣奥古斯坦所属的省级选区为库洛米耶县。

## 人口

1962-2008年间圣奥古斯坦人口变化图示

圣奥古斯坦于2022年1月1日时的人口数量为1865人。